# Edmilson Amador Caetano
Edmilson Amador Caetano OCist (* 20. April 1960 in São Paulo, Brasilien) ist ein römisch-katholischer Geistlicher und Bischof von Guarulhos.

## Leben
Edmilson Amador Caetano trat der Ordensgemeinschaft der Zisterzienser bei, legte die Profess am 25. März 1982 ab und empfing am 12. Dezember 1985  die Priesterweihe. 
Papst Benedikt XVI. ernannte ihn am 9. Januar 2008 zum Bischof von Barretos. Die Bischofsweihe spendete ihm der Erzbischof von Belém do Pará, Orani João Tempesta OCist, am 28. März desselben Jahres; Mitkonsekratoren waren Antônio Gaspar, Altbischof von Barretos, und David Dias Pimentel, Bischof von São João da Boa Vista. Als Wahlspruch wählte er DEUS PROVIDEBIT.
Am 29. Januar 2014 ernannte ihn Papst Franziskus zum Bischof von Guarulhos.